# Universitat de Barcelona
Universitat de Barcelona (catalansk navn; spansk: Universidad de Barcelona) er et spansk universitet beliggende i Cataloniens hovedstad, Barcelona. Det indgår i Coimbra-gruppen og har 62.304 studerende (2008) og 4.517 ansatte.
Universitetet blev etableret i 1450 og rettighederne stadfæstet på ny i 2005. Store dele af bygningerne er opført i 1860.
Universitat de Barcelona har i alt 18 fakulteter; fra 1958 har universitetet haft et juridisk fakultet og fra 1961 et erhvervsvidenskabeligt. Desuden har universitetet i dag en række professionsrettede uddannelser som f.eks. sygepleje og bibliotekar. 